# Glenea pseudomephisto
Glenea pseudomephisto là một loài bọ cánh cứng trong họ Cerambycidae.